# Лауреаты Государственной премии Российской Федерации за 2012 год
Лауреаты государственной премии Российской Федерации за 2012 год были названы указами Президента Российской Федерации В. В. Путина. Торжественная церемония вручения наград прошла в День России 12 июня 2013 года в Георгиевском зале Большого Кремлёвского дворца

## Лауреаты в области науки и технологий
За выдающиеся открытия и труды в области изучения древнейшей истории человечества в Евразии и формирования человека современного анатомического типа
- Деревянко, Анатолий Пантелеевич, доктор исторических наук, академик РАН, директор Института археологии и этнографии СО РАН.

За цикл фундаментальных работ в области изучения биологического разнообразия, его сохранения и обеспечения экологической безопасности
- Добровольский, Глеб Всеволодович (посмертно), доктор биологических наук, профессор, академик РАН, директор Института экологического почвоведения МГУ им. М. В. Ломоносова;
- Павлов, Дмитрий Сергеевич, доктор биологических наук, профессор, академик РАН, директор Института проблем экологии и эволюции им. А. Н. Северцова РАН, заведующий кафедрой ихтиологии биологического факультета МГУ им. М. В. Ломоносова;
- Адрианов, Андрей Владимирович, доктор биологических наук, профессор, академик РАН, заместитель председателя Дальневосточного отделения РАН, директор Института биологии моря им. А. В. Жирмунского ДВО РАН; заведующий кафедрой биоразнообразия и морских биоресурсов Дальневосточного федерального университета.

За создание нового класса высокорадиационностойких материалов для корпусов атомных реакторов и методов продления сроков их эксплуатации
- Карзов, Георгий Павлович, доктор технических наук, заместитель генерального директора — начальник научно-производственного комплекса ФГУП "ЦНИИ конструкционных материалов «Прометей»;
- Штромбах, Ярослав Игоревич, доктор технических наук, заместитель директора Национального исследовательского центра «Курчатовский институт» по направлению ядерные технологии — директор Курчатовского центра ядерных технологий;
- Дуб, Алексей Владимирович, доктор технических наук, генеральный директор ОАО НПО «Центральный научно-исследовательский институт технологии машиностроения».

За создание ракетного комплекса стратегического назначения «Ярс»
- Межирицкий, Ефим Леонидович, доктор технических наук, профессор, генеральный директор Научно-производственного центра автоматики и приборостроения им. академика Н. А. Пилюгина Федерального космического агентства;
- Никулин, Сергей Петрович, генеральный директор ОАО «Корпорация „Московский институт теплотехники“» Федерального космического агентства;
- Шурыгин, Виктор Александрович, доктор технических наук, профессор, генеральный директор и генеральный конструктор ОАО «ЦКБ „Титан“» Министерства промышленности и торговли Российской Федерации.

## Лауреаты в области литературы и искусства
За вклад в развитие отечественного документального кино
- Мирошниченко, Сергей Валентинович, режиссёр.

За вклад в развитие изобразительного искусства
- Салахов, Таир Теймурович, художник.

За вклад в развитие российского кинематографа, возрождение и развитие киностудии «Мосфильм»
- Шахназаров, Карен Георгиевич, режиссёр.

## Лауреаты в области гуманитарной деятельности
За выдающиеся достижения в области гуманитарной деятельности
- Распутин, Валентин Григорьевич, писатель